# Brooklyn (Prince, Île-du-Prince-Édouard)
Pour les articles homonymes, voir Brooklyn (homonymie).
Brooklyn est une communauté dans le comté de Prince de l'Île-du-Prince-Édouard.